# Glumsø
Glumsø er en stationsby på den nordlige del af Sydsjælland med 2.221 indbyggere  (2024), beliggende i Glumsø Sogn. Byen ligger i Næstved Kommune og tilhører Region Sjælland. Byen er beliggende på jernbanestrækningen Roskilde-Næstved, og regionaltog på Sydbanen standser på Glumsø Station.
Glumsø Bio blev grundlagt i 1923, og bygningen blev tegnet af Johannes Tidemand-Dal. Derudover har byen skole, børnehaver, flere dagligvareforretninger, spejdercentret Næsbycentret og et medborgerhus. Byen er beliggende i et åbent naturområde mellem Næstved, Ringsted og Sorø.

## Historie
Omkring 1870 omtales byen således: "Glumsø med Kirken, Præstegaard og Skole".
Omkring århundredeskiftet blev byen beskrevet således: "Glumsø med Kirke, Præstegd., Skole, Missionshus (opf. 1897), „Glumsø Hospital" — hvortil Etatsraad Jens Andresen til Benzonsdal († 1772) og Hustru gav 4000 Rd.; det er indrettet til 8 Lemmer, af hvilke 3 af Legatstifterens Familie bo uden for Hospitalet (efterhaanden som de nuv. 3 Nydere bortdø, tilfalder Legatet helt Sognets fattige); Hospitalet har 12/4 1882 faaet en ny Fund., ligesom det s. Aar har faaet en ny Bygning —, Apotek, Gæstgiveri, Bagerier, Bryggeri, Andelsmejeri (Kjøle-bæk), Købmandshandel, 2 Møller, 2 Læger, flere Haandværkere og Telefonstation".